# Teología negativa
La teología apofática, también conocida como teología negativa,  es una forma de pensamiento teológico y práctica religiosa que intenta aproximarse a Dios, a lo divino, mediante la negación, para hablar sólo en términos de lo que no se puede decir acerca de la bondad perfecta que es Dios. Forma pareja junto con la teología catafática, que se acerca a Dios o lo Divino mediante afirmaciones o enunciados positivos sobre lo que es Dios. 
La tradición apofática se conecta a menudo, aunque no siempre, con el enfoque del misticismo, que apunta a la visión de Dios, la percepción de la realidad divina más allá del ámbito de la percepción ordinaria. 

## Etimología y definición
"Apofático" (en griego: ἀπόφασις), de ἀπόφημι apophēmi, que significa 'negar'. Del Online Etymology Dictionary: apofático (adj.) "que implica una mención de algo que uno finge negar; que implica conocimiento obtenido por negación", 1850, de la forma latinizada del griego ''apophatikos'', de apophasis "negación", de apophanai "hablar en voz alta", de apo "lejos, lejos de" (ver apo-) + phanai "hablar", relacionado con pheme "voz", de la raíz PIE *bha- "hablar, contar, decir"." Vía negativa o vía negationis (latín), 'vía negativa' o 'a modo de negación'. La vía negativa forma pareja con la vía catafática o positiva. Según Deirdre Carabine,

El pseudo Dionisio describe la vía catafática o afirmativa hacia lo divino como la "vía del habla": podemos llegar a algún entendimiento de lo Trascendente al atribuir todas las perfecciones del orden creado a Dios como su fuente. En este sentido, podemos decir "Dios es Amor", "Dios es Belleza", "Dios es Bien".

La vía apofática o negativa enfatiza la absoluta trascendencia e incognoscibilidad de Dios de tal manera que no podemos decir nada sobre la esencia divina porque Dios está totalmente más allá del ser. El concepto dual de la inmanencia y trascendencia de Dios puede ayudarnos a entender la verdad simultánea de ambas "vías" hacia Dios: al mismo tiempo que Dios es inmanente, Dios también es trascendente. Al mismo tiempo que Dios es cognoscible, Dios también es incognoscible. Dios no puede ser pensado como uno o el otro solamente.

## Orígenes y desarrollo
Según Fagenblat, "la teología negativa es tan antigua como la filosofía misma": se pueden encontrar elementos de ella en las doctrinas no escritas de Platón, mientras que también está presente en los escritores neoplatónicos, gnósticos y cristianos primitivos. Una tendencia al pensamiento apofático también se puede encontrar en Filón de Alejandría. 
Según Carabine, la “apófasis propiamente dicha” en el pensamiento griego comienza con el neoplatonismo, con sus especulaciones sobre la naturaleza del Uno, y culmina en las obras de Proclo.  Carabine escribe que hay dos puntos principales en el desarrollo de la teología apofática, a saber, la fusión de la tradición judía con la filosofía platónica en los escritos de Filón y las obras de Pseudo-Dionisio el Areopagita, quien infundió ideas neoplatónicas en el pensamiento cristiano. 
Los Padres de la Iglesia primitiva fueron influenciados por Filón,  y Meredith incluso afirma que Filón "es el verdadero fundador de la tradición apofática".  Sin embargo, fue con Pseudo Dionisio Areopagita y Máximo el Confesor,  cuyos escritos dieron forma tanto al Hesicasmo (la tradición monástica contemplativa de la Iglesia ortodoxas) como a las tradiciones místicas de Europa occidental, que la teología apofática se convirtió en un elemento central de la teología cristiana y la práctica contemplativa. 
Se ha propuesto como ejemplo bíblico de oración apofática el hecho de que Elías haya escuchado una “voz apacible y delicada” en 1 Reyes 19:11-13.

## Filosofía griega

### Presocráticos
Para los antiguos griegos, el conocimiento de los dioses era esencial para un culto adecuado.  Los poetas tenían una importante responsabilidad a este respecto, y una cuestión central era cómo se podía alcanzar el conocimiento de las formas divinas.  La Epifanía jugó un papel esencial en la obtención de este conocimiento.  Jenófanes (c. 570) observó que el conocimiento de las formas divinas está limitado por la imaginación humana, y los filósofos griegos se dieron cuenta de que este conocimiento solo puede mediarse a través del mito y las representaciones visuales, que dependen de la cultura. 
Según Heródoto (484-425 a. C.), Homero y Hesíodo (entre 750 y 650 a. C.) enseñaron a los griegos el conocimiento de los cuerpos divinos de los dioses.  El antiguo poeta griego Hesíodo (entre 750 y 650 a. C.) describe en su Teogonía el nacimiento de los dioses y la creación del mundo, que se convirtió en un " texto original para las narraciones epifánicas programáticas en primera persona en la literatura griega".  La Teogonía de Hesíodo fue muy citada en la época de Platón (428/427 o 424/423 – 348/347 a. C.), y el Timeo de Platón muestra una profunda familiaridad con la Teogonía de Hesíodo. (véase también Timeo e39-e41) pero también "explora las limitaciones necesarias impuestas al acceso humano a lo divino".  Según Platt, la declaración de las Musas que otorgan a Hesíodo el conocimiento de los dioses "en realidad concuerda mejor con la lógica del pensamiento religioso apofático".  
Parménides (finales del siglo VI o principios del V a. C.), en su poema Sobre la naturaleza, da cuenta de una revelación sobre dos caminos de investigación. "El camino de la convicción" explora el Ser, la verdadera realidad ("lo-que-es"), que es "Lo que es no generado e inmortal,/completo y uniforme, quieto y perfecto".  "El camino de la opinión" es el mundo de las apariencias, en el que las facultades sensoriales conducen a concepciones que son falsas y engañosas. Su distinción entre la Verdad inmutable y la opinión cambiante se refleja en la Alegoría de la caverna de Platón. Junto con el relato bíblico del ascenso de Moisés al Monte Sinaí, es utilizado por Gregorio de Nisa y Pseudo Dionisio Areopagita para dar un relato cristiano del ascenso del alma hacia Dios.  Cook señala que el poema de Parménides es un relato religioso de un viaje místico, similar a los cultos mistéricos,  dando una forma filosófica a una perspectiva religiosa.  Cook señala además que la tarea del filósofo es "intentar, a través del pensamiento 'negativo', liberarse de todo lo que frustra su búsqueda de la sabiduría". 

### Platón

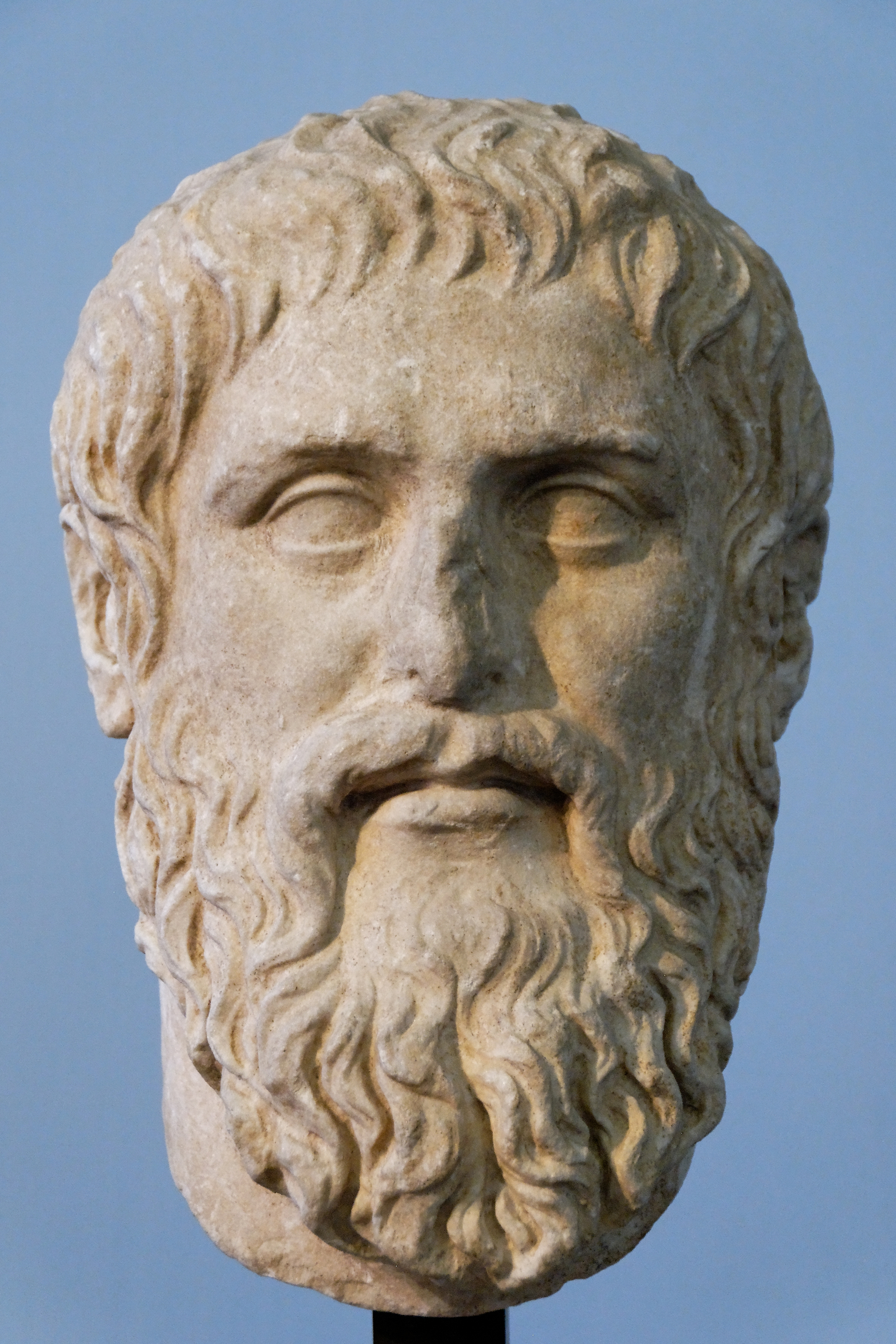
Platón Silanion Musei Capitolini MC1377

Platón (428/427 o 424/423 – 348/347 a. C.), "decidiendo por Parménides frente a Heráclito " y su teoría del cambio eterno,  tuvo una fuerte influencia en el desarrollo del pensamiento apofático. 
Platón exploró más a fondo la idea de Parménides de la verdad atemporal en su diálogo Parménides, que es un tratamiento de las formas eternas, la Verdad, la Belleza y la Bondad, que son los verdaderos objetivos del conocimiento.  La teoría de las formas es la respuesta de Platón al problema de cómo una realidad fundamental o esencia inmutable puede admitir muchos fenómenos cambiantes, sin descartarlos como meras ilusiones. 
En La República, Platón sostiene que los "verdaderos objetos del conocimiento no son los objetos cambiantes de los sentidos, sino las Formas inmutables",  afirmando que la Idea de Bien  es el objeto más elevado del conocimiento.    Su argumento culmina en la Alegoría de la caverna, en la que sostiene que los humanos son como prisioneros en una cueva, que sólo pueden ver sombras de lo real, la Forma del Bien. . Los seres humanos deben ser educados para buscar el conocimiento, alejándose de sus deseos corporales hacia una contemplación superior, que culmine en una comprensión o aprehensión intelectual  de las Formas, es decir, los "primeros principios de todo conocimiento". 
Según Cook, la teoría de las formas tiene un sabor teológico y tuvo una fuerte influencia en las ideas de sus intérpretes neoplatónicos Proclo y Plotino.  La búsqueda de la Verdad, la Belleza y la Bondad se convirtió en un elemento central en la tradición apofática,  pero, sin embargo, según Carabine "Platón mismo no puede ser considerado como el fundador de la vía negativa".  Carabine advierte de no leer posteriores interpretaciones neoplatónicas y cristianas en Platón, y señala que Platón no identificó sus Formas con "una fuente trascendente", una identificación que hicieron sus intérpretes posteriores. 

### Platonismo medio
El platonismo medio (siglo I a. C.-siglo III d. C.) investigó más a fondo las "doctrinas no escritas" de Platón, que se basaban en los primeros principios de Pitágoras sobre la mónada y la díada (materia). El platonismo medio propuso una jerarquía del ser, con Dios como su primer principio en su cima, identificándolo con la Forma del Bien de Platón.  Un influyente defensor del platonismo medio fue Filón (c. 25 a. C.) – c. 50 d. C.), quien empleó la filosofía platónica media en su interpretación de las escrituras hebreas y afirmó haber tenido una fuerte influencia en el cristianismo primitivo. Según Craig D. Allert, "Filón hizo una contribución monumental a la creación de un vocabulario para su uso en afirmaciones negativas sobre Dios".  Para Filón, Dios es indescriptible, y utiliza términos que enfatizan su trascendencia. 

### Neoplatonismo
El neoplatonismo fue una forma mística o contemplativa del platonismo, que "se desarrolló fuera de la corriente principal del platonismo académico". Comenzó con los escritos de Plotino (204/5–270 d. C.) y terminó con el cierre de la Academia Platónica por el emperador Justiniano I en 529 d. C., cuando las tradiciones paganas fueron expulsadas. Es un producto del sincretismo helenístico, que se desarrolló debido al cruce entre el pensamiento griego y las escrituras judías, y también dio origen al gnosticismo. Proclo de Atenas (*412–485 d. C.) jugó un papel crucial en la transmisión de la filosofía platónica desde la Antigüedad hasta la Edad Media., sirviendo como jefe o 'sucesor' (diadochos, es decir, Platón) de la 'Academia' platónica durante más de 50 años.  Su alumno Pseudo Dionisio ejerció una profunda influencia sobre el cristianismo y el misticismo cristiano.

#### Plotino

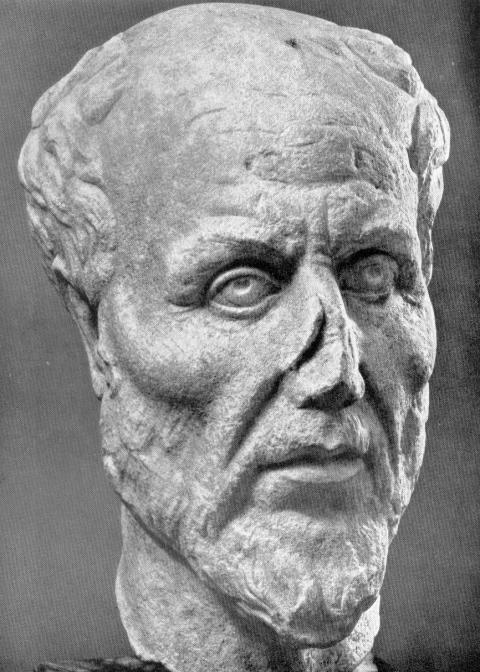
Plotino, 204/5–270 d. C.

Plotino (204/5–270 d. C.) fue el fundador del neoplatonismo.  En la filosofía neoplatónica de Plotino y Proclo, el primer principio se elevó aún más como una unidad radical, que se presentó como un Absoluto incognoscible.  Para Plotino, el Uno es el primer principio, del que emana todo lo demás.  Lo tomó de los escritos de Platón, identificando el Bien de la República, como causa de las otras Formas, con el Uno de la primera hipótesis de la segunda parte del Parménides.  Para Plotino, el Uno precede a las Formas,  y "está más allá de la Mente y, de hecho, más allá del Ser".  Del Uno proviene el Nous, que contiene todas las Formas.  El Uno es el principio del Ser, mientras que las Formas son el principio de la esencia de los seres y la inteligibilidad que puede reconocerlos como tales.  El tercer principio de Plotino es el Alma, el deseo de objetos externos a ella. La más alta satisfacción del deseo es la contemplación del Uno,  que une a todos los existentes "como una única realidad omnipresente".
El Uno es radicalmente simple, y ni siquiera tiene autoconocimiento, pues el autoconocimiento implicaría multiplicidad.  Sin embargo, Plotino insta a una búsqueda del Absoluto, volviéndose hacia el interior y tomando conciencia de la "presencia del intelecto en el alma humana",  iniciando un ascenso del alma por abstracción o "quitando", que culmina en una aparición repentina del Uno . 

En las Enéadas, Plotino escribe: "Nuestro pensamiento no puede captar al Uno mientras alguna otra imagen permanezca activa en el alma [...] Para este fin, debes liberar tu alma de todas las cosas externas y volverte completamente hacia dentro de ti mismo, sin inclinarte más hacia lo que está afuera, y desnudar tu mente de formas ideales, como antes de los objetos de los sentidos, y olvidarte incluso de ti mismo, y así llegar a la vista de ese Uno."

Carabine señala que la apófisis de Plotino no es sólo un ejercicio mental, un reconocimiento de la incognoscibilidad del Uno, sino un medio para el éxtasis y un ascenso a "la luz inaccesible que es Dios". Pao-Shen Ho, investigando cuáles son los métodos de Plotino para alcanzar la hénosis,  concluye que "la enseñanza mística de Plotino se compone de sólo dos prácticas, a saber, la filosofía y la teología negativa".  Según Moore, Plotino apela a la "facultad no discursiva e intuitiva del alma", al "pedir una especie de oración, una invocación a la deidad, que permitirá al alma elevarse a la contemplación no mediada, directa e íntima de aquello que la excede (V.1.6)".  Pao-Shen Ho señala además que "para Plotino, la experiencia mística es irreductible a argumentos filosóficos".  La argumentación sobre la henosis está precedida por la experiencia real de ella, y sólo puede entenderse cuando se ha alcanzado la henosis.  Ho señala además que los escritos de Plotino tienen un sabor didáctico, con el objetivo de "llevar su propia alma y las almas de los demás a través del Intelecto a la unión con el Uno".  Como tal, las Enéadas como un dispositivo de enseñanza espiritual o ascético, similar a La nube del desconocimiento,  demuestran los métodos de investigación filosófica y apofática.  En última instancia, esto conduce al silencio y al abandono de toda investigación intelectual, dejando lugar a la contemplación y a la unidad. 

#### Proclo
Proclo (412-485) introdujo la terminología utilizada en la teología apofática y catafática.  Lo hizo en el segundo libro de su Teología platónica, argumentando que Platón afirma que el Uno puede ser revelado "a través de la analogía", y que "a través de negaciones [dia ton apophaseon ] se puede mostrar su trascendencia sobre todo".  Para Proclo, la teología apofática y catafática forman un par contemplativo, correspondiendo el enfoque apofático a la manifestación del mundo a partir del Uno, y la teología catafática al retorno al Uno.  Las analogías son afirmaciones que nos dirigen hacia el Uno, mientras que las negaciones subyacen a las confirmaciones, estando más próximas al Uno.  Según Luz, Proclo también atrajo a estudiantes de otras religiones, incluido el samaritano Marino. Luz señala que "los orígenes samaritanos de Marinus con su noción abrahámica de un único Nombre inefable de Dios (יהוה)  también debería haber sido compatible en muchos sentidos con el principio divino inefable y apofático de la escuela". 

## Cristianismo

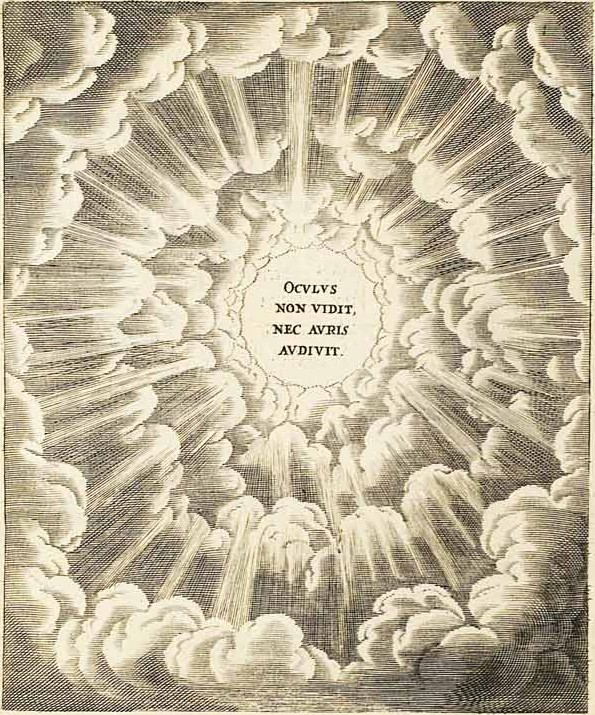
Grabado de Otto van Veen (1660), quien describe negativamente a Dios como Quod oculus non vidit, nec auris audivit (Vulgata), "Cosas que ojo no vio, ni oído oyó" (1 Corintios 2:9)

### La era apostólica
El libro del Apocalipsis 8:1  menciona “el silencio del coro perpetuo en el cielo”. Según Dan Merkur:

El silencio del coro perpetuo en el cielo tenía connotaciones místicas, porque el silencio acompaña a la desaparición de la pluralidad durante las experiencias de unidad mística. El término "silencio" alude también a la "voz apacible y delicada" (1 Reyes 19:12) cuya revelación a Elías en el monte Horeb rechazó las imágenes visionarias al afirmar una teología negativa.

### Padres de la Iglesia primitiva
Los primeros Padres de la Iglesia fueron influenciados por Filón  (c. 25 BC – 50 AD
), que vio a Moisés como "el modelo de la virtud humana y al Sinaí como el arquetipo del ascenso del hombre a la 'oscuridad luminosa' de Dios".  Su interpretación de Moisés fue seguida por Clemente de Alejandría, Orígenes, los Padres Capadocios, Pseudo-Dionisio y Máximo el Confesor.   
La aparición de Dios a Moisés en la zarza ardiente fue explicada con frecuencia por los primeros Padres de la Iglesia,  especialmente Gregorio de Nisa (c. 335 – 395
),    dándose cuenta de la incognoscibilidad fundamental de Dios;   una exégesis que continuó en la tradición mística medieval.  Su respuesta es que, aunque Dios es incognoscible, Jesús como persona puede ser seguido, ya que «seguir a Cristo es la manera humana de ver a Dios». 
Clemente de Alejandría (c. 150 – 215
) fue uno de los primeros defensores de la teología apofática.   Clemente sostiene que Dios es incognoscible, aunque la incognoscibilidad de Dios concierne sólo a su esencia, no a sus energías o poderes.  Según RA Baker, en los escritos de Clemente el término theoria evoluciona desde una mera "visión" intelectual hacia una forma espiritual de contemplación.  La teología o filosofía apofática de Clemente está estrechamente relacionada con este tipo de theoria y la "visión mística del alma".  Para Clemente, Dios es trascendente e inmanente.  Según Baker, el apofatismo de Clemente no está impulsado principalmente por textos bíblicos, sino por la tradición platónica.  Su concepción de un Dios inefable es una síntesis de Platón y Filón, vista desde una perspectiva bíblica.  Según Osborne, se trata de una síntesis en un marco bíblico; según Baker, mientras que la tradición platónica explica el enfoque negativo, la tradición bíblica explica el enfoque positivo.  Theoria y la abstracción son los medios para concebir este Dios inefable; está precedida por el desapasionamiento. 
Según Tertuliano ( c. 155 ):

[A]quello que es infinito sólo es conocido por sí mismo. Esto es lo que nos da una noción de Dios, mientras que, más allá de todas nuestras concepciones, nuestra misma incapacidad de comprenderlo plenamente nos proporciona la idea de lo que Él realmente es. Él se presenta a nuestras mentes en Su grandeza trascendente, como a la vez conocido y desconocido.

San Cirilo de Jerusalén (313-386), en sus Homilías catequéticas, afirma:

Porque no explicamos lo que es Dios, sino que confesamos sinceramente que no tenemos un conocimiento exacto acerca de Él. Porque en lo que concierne a Dios, confesar nuestra ignorancia es el mejor conocimiento.

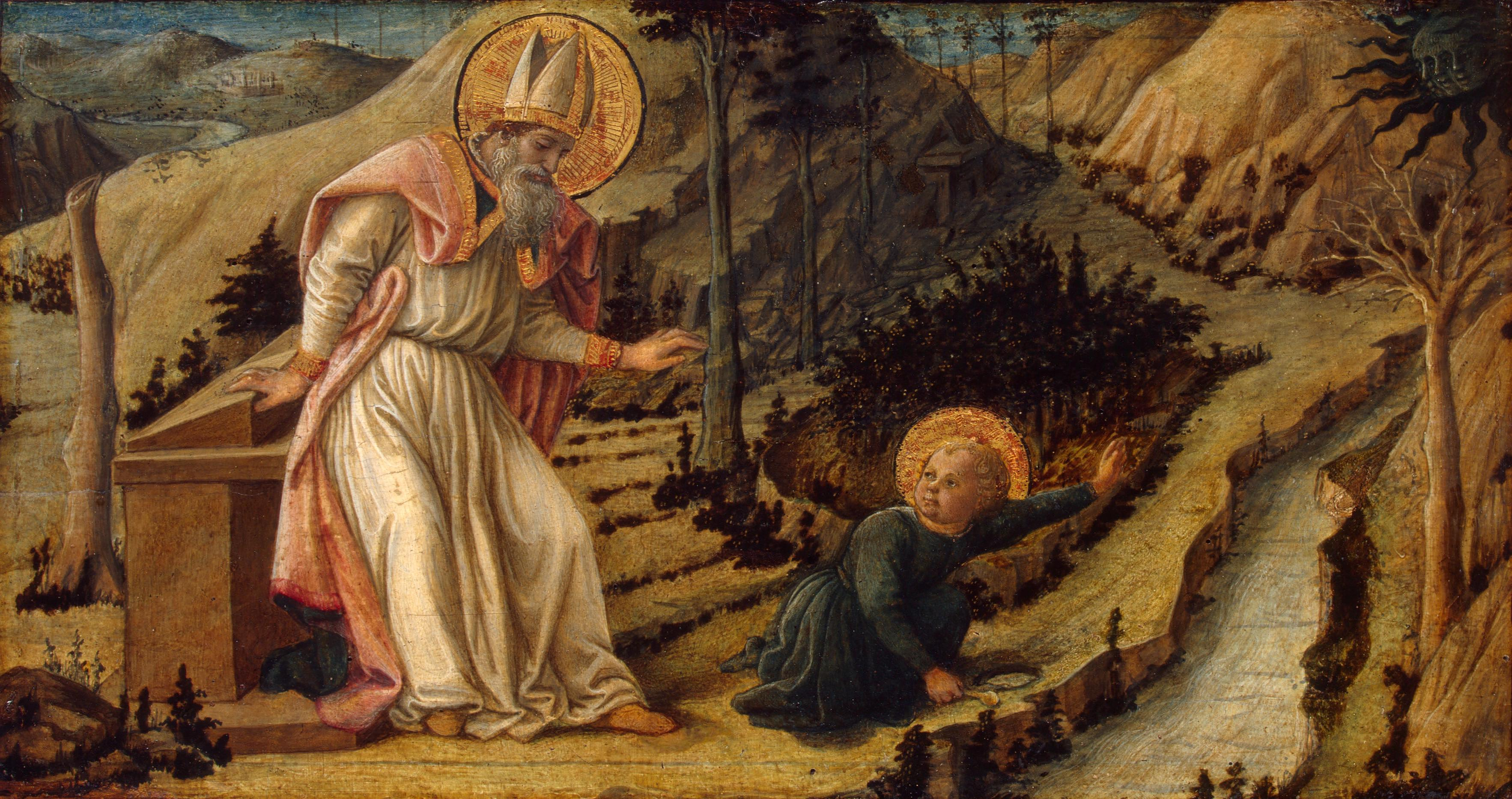
Filippo Lippi, Visión de San Agustín, c. 1465, témpera, Museo del Hermitage, San Petersburgo

Agustín de Hipona (354-430) definió a Dios aliud, aliud valde, que significa 'otro, completamente otro', en Confesiones 7.10.16,  escribió Si [enim] comprehendis, non est Deus,  que significa 'si entiendes [algo], no es Dios', en Sermo 117.3.5  (PL 38, 663),   y una famosa leyenda cuenta que, mientras caminaba por la orilla del Mediterráneo meditando sobre el misterio de la Trinidad, se encontró con un niño que con una concha (o un pequeño cubo) intentaba verter todo el mar en un pequeño agujero cavado en la arena. Agustín le dijo que era imposible encerrar la inmensidad del mar en una abertura tan pequeña, y el niño respondió que era igualmente imposible intentar comprender la inmensidad de Dios dentro de los limitados confines de la mente humana.   

### El dogma cristológico calcedoniano
El dogma cristológico, formulado por el IV Concilio Ecuménico celebrado en Calcedonia en el año 451, se basa en el diofisismo y la unión hipostática, conceptos utilizados para describir la unión de la humanidad y la divinidad en una única hipóstasis, o existencia individual, la de Jesucristo. Esto sigue siendo trascendente a las categorías racionales de la humanidad, un misterio que debe ser guardado mediante un lenguaje apofático, ya que es una unión personal de un tipo singularmente único. 

### Pseudo-Dionisio el Areopagita
La teología apofática encontró su expresión más influyente en las obras de Pseudo-Dionisio el Areopagita (finales del siglo V y principios del VI), un estudiante de Proclo (412-485) que combinó una cosmovisión cristiana con ideas neoplatónicas.  Es un factor constante en la tradición contemplativa de las Iglesias ortodoxas orientales y, a partir del siglo IX, sus escritos también tuvieron un fuerte impacto en el misticismo occidental. 
Dionisio el Areopagita era un seudónimo, tomado del capítulo 17 de los Hechos de los Apóstoles, en el que Pablo da un discurso misionero en la corte del Areópago de Atenas.  En Hechos 17:23  Pablo hace referencia a una inscripción en el altar, dedicada al Dios desconocido, "una medida de seguridad en honor a dioses extranjeros todavía desconocidos para el mundo helenístico".  Para Pablo, Jesucristo es este Dios desconocido, y como resultado del discurso de Pablo Dionisio el Areopagita se convierte al cristianismo.  Sin embargo, según Stang, para Pseudo-Dionisio la Atenas areopagita es también el lugar de la sabiduría neoplatónica, y el término "Dios desconocido" es una inversión de la predicación de Pablo hacia una integración del cristianismo con el neoplatonismo y la unión con el "Dios desconocido". 
Pseudo-Dionisio exploró más a fondo la apófisis dentro del contexto de la filosofía cristiana ; para él, aquello que es la causa trascendente en un sentido más estricto, no posee todos los atributos positivos del universo ya que los sucede a todos, en donde no debería haber contradicción entre la afirmación y la negación de tal en la medida en que precede y supera toda privación, estando completamente más allá de todas las distinciones positivas (catáficas) y negativas.  En este sentido, el Uno, al que podemos llegar mediante el desconocimiento, es la comprensión de que nadie puede conocer plenamente al Uno Infinito, y por lo tanto sólo se puede llegar a él mediante la agnosia o aquello que está más allá y por encima de todo conocimiento. 
Según Corrigan y Harrington, "la preocupación central de Dionisio es cómo un Dios trino [...] quien es absolutamente incognoscible, ser ilimitado, más allá de las sustancias individuales, más allá incluso de la bondad, puede manifestarse a, en y a través de toda la creación para devolver todas las cosas a la oscuridad oculta de su fuente."  Basándose en el neoplatonismo, Pseudo-Dionisio describió el ascenso humano a la divinidad como un proceso de purgación, iluminación y unión.  Otra influencia neoplatónica fue su descripción del cosmos como una serie de jerarquías que superan la distancia entre Dios y los humanos. 

### Cristianismo ortodoxo oriental
En el cristianismo ortodoxo, la teología apofática se enseña como superior a la teología catafática. Los Padres capadocios del siglo IV  afirmaron la creencia en la existencia de Dios, pero una existencia diferente a la de todo lo demás: todo lo que existe fue creado, pero el Creador trasciende esta existencia, es increado. La esencia de Dios es completamente incognoscible; la humanidad puede adquirir un conocimiento incompleto de Dios en sus atributos (propria), positivos y negativos, reflexionando sobre sus operaciones autorreveladoras (energeiai) y participando en ellas.  Gregorio de Nisa (c. 335), Juan Crisóstomo (c. 349
) y Basilio el Grande (329–379) enfatizaron la importancia de la teología negativa para una comprensión ortodoxa de Dios. Juan de Damasco (c. 675/676
 –749) empleó la teología negativa cuando escribió que las declaraciones positivas acerca de Dios revelan "no la naturaleza, sino las cosas que rodean la naturaleza".
Máximo el Confesor (580-622) retomó las ideas de Pseudo-Dionisio y tuvo una fuerte influencia en la teología y las prácticas contemplativas de las Iglesias ortodoxas orientales.  Gregorio Palamas (1296-1359) formuló la teología definitiva del hesicasmo, las prácticas ortodoxas orientales de oración contemplativa y theosis, "deificación".
Entre los teólogos ortodoxos influyentes del siglo XX se incluyen los escritores neopalamistas Vladimir Lossky, John Meyendorff, John S. Romanides y Georges Florovsky. Lossky sostiene, basándose en su lectura de Dionisio y Máximo el Confesor, que la teología positiva es siempre inferior a la teología negativa, que es un paso en el camino hacia el conocimiento superior alcanzado por la negación.  Esto se expresa en la idea de que el misticismo es la expresión de la teología dogmática par excellence. 
Según Lossky, más allá del conocimiento directamente revelado a través de la Escritura y la Sagrada Tradición, como la naturaleza trinitaria de Dios, Dios en su esencia está más allá de los límites de lo que los seres humanos (o incluso los ángeles) pueden entender. Él es trascendente en esencia (ousia). Un conocimiento ulterior debe buscarse en una experiencia directa de Dios o sus energías indestructibles a través de la theoria (visión de Dios). Según Aristóteles Papanikolaou, en el cristianismo oriental, Dios es inmanente en sus hipóstasis o existencias.

### Cristianismo occidental

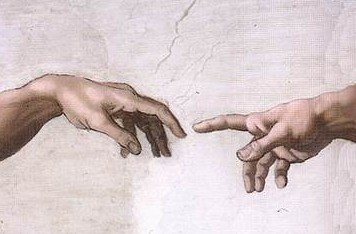
En La creación de Adán, pintado por Miguel Ángel (c. 1508 –1512), los dos dedos índice están separados por un pequeño espacio: algunos estudiosos piensan que representa la inalcanzabilidad de la perfección divina para el hombre.

La teología negativa también tiene un lugar en la tradición cristiana occidental. El teólogo del siglo IX Juan Escoto Erígena escribió:

No sabemos qué es Dios. Dios mismo no sabe lo que es porque Él no es nada [es decir, “no es ninguna cosa creada”]. Literalmente, Dios no es, porque Él trasciende el ser.

Cuando dice "Él no es nada" y "Dios no es", Escoto no quiere decir que no exista Dios, sino que no se puede decir que Dios exista en el modo en que existe la creación, es decir, que Dios es increado. Utiliza un lenguaje apofático para enfatizar que Dios es “otro”. 
Teólogos como Meister Eckhart y Juan de la Cruz ejemplifican algunos aspectos o tendencias hacia la tradición apofática en Occidente. Son especialmente conocidas la obra medieval La nube de lo desconocido y La noche oscura del alma de Juan de la Cruz. En 1215 el apofatismo se convirtió en la posición oficial de la Iglesia Católica, que, basándose en la Escritura y la tradición eclesiástica, durante el Cuarto Concilio de Letrán formuló el siguiente dogma :

Entre el Creador y la criatura no puede expresarse ninguna semejanza sin implicar una disimilitud.

#### Lavia eminentiae
Tomás de Aquino nació diez años después (1225-1274) y, aunque en su Summa Theologiae cita 1.760 veces a Pseudo-Dionisio,  afirmando que "Ahora bien, como no podemos saber lo que es Dios, sino más bien lo que no es, no tenemos medios para considerar cómo es Dios, sino más bien cómo no es"   y dejando la obra inacabada porque era como "paja" comparada con lo que le había sido revelado,  su lectura en clave neoaristotélica  de la declaración conciliar derribó su sentido inaugurando la "vía analógica" como tertium Entre via negativa y via positiva :la via eminentiae. De esta manera, los creyentes ven qué atributos son comunes entre ellos y Dios, así como el modo único, no humano, propiamente divino y no comprensible, en que Dios posee esos atributos. 
Según Adrian Langdon:

La distinción entre lenguaje y relaciones unívocas, equívocas y analógicas corresponde a la distinción entre via positiva, via negativa y via eminentiae. En Tomás de Aquino, por ejemplo, la via positiva sustenta la discusión de la univocidad, la via negativa la equívoca, y la via eminentiae la defensa final de la analogía.

Según la Enciclopedia Católica, el Doctor Angelicus y los escolásticos declaran que:

Dios no es absolutamente incognoscible, y sin embargo es cierto que no podemos definirlo adecuadamente. Pero podemos concebirlo y nombrarlo de una manera "analógica". Las perfecciones manifestadas por las criaturas están en Dios, no meramente nominalmente (equivoco), sino real y positivamente, ya que Él es su fuente. Sin embargo, no están en Él como están en la criatura, con una mera diferencia de grado, ni siquiera con una mera diferencia específica o genérica (univoco), porque no hay un concepto común que incluya lo finito y lo infinito. Están realmente en Él de una manera supereminente (eminenter), que es completamente inconmensurable con su modo de ser en las criaturas. Podemos concebir y expresar estas perfecciones solo por analogía; no por analogía de proporción, porque esta analogía se basa en una participación en un concepto común, y, como ya se dijo, no hay ningún elemento común a lo finito y lo infinito; pero por una analogía de proporcionalidad.

Desde entonces, el tomismo ha jugado un papel decisivo en la redimensión de la tradición negativa o apofática del magisterio. 

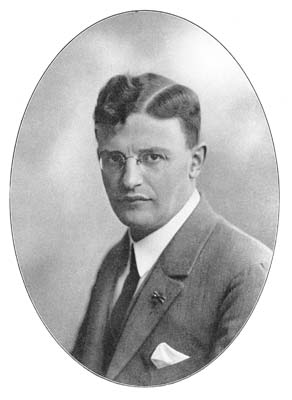
Herman Dooyeweerd

Las afirmaciones apofáticas siguen siendo cruciales para muchos teólogos modernos, comenzando en el siglo XIX con Søren Kierkegaard (ver su concepto de la distinción cualitativa infinita)   hasta Rudolf Otto, Karl Barth (véase su su idea de lo "totalmente otro", es decir, ganz Andere o totaliter aliter),    el Ludwig Wittgenstein del Tractatus, y Martin Heidegger después de su Kehre.  
C. S. Lewis, en su libro Miracles (1947), aboga por el uso de la teología negativa cuando se piensa por primera vez en Dios, con el fin de limpiar la mente de conceptos erróneos. Continúa abogando por rellenar la mente con la verdad sobre Dios, libre de mitología, malas analogías o falsas imágenes mentales. 
El filósofo holandés de mediados del siglo XX, Herman Dooyeweerd, a menudo asociado con una tradición neocalvinista, proporciona una base filosófica para comprender la imposibilidad de conocer absolutamente a Dios y, sin embargo, la posibilidad de conocer verdaderamente algo de Dios.  Dooyeweerd hizo una clara distinción entre actitudes de pensamiento teóricas y preteóricas. Sostiene que la mayor parte de la discusión sobre el conocimiento de Dios presupone un conocimiento teórico, que implica reflexión e intentos de definir y discutir. Para Dooyeweerd, el conocimiento teórico nunca es absoluto, siempre depende de presuposiciones religiosas y no puede abarcar ni a Dios ni a la ley. El conocimiento preteórico, por otra parte, es un compromiso íntimo, exhibe una gama diversa de aspectos y puede abarcar al menos el lado legal. Según Dooyeweerd, el conocimiento de Dios, tal como Dios desea revelarlo, es preteórico, inmediato e intuitivo, nunca de naturaleza teórica.   El filósofo Leo Strauss consideraba que la Biblia, por ejemplo, debería ser tratada como algo preteórico (cotidiano) más que teórico en lo que contiene. 
Iván Illich (1926-2002), el historiador y crítico social, puede ser leído como un teólogo apofático, según un colaborador de larga data, Lee Hoinacki, en un artículo presentado en memoria de Illich, llamado "¿Por qué Philia?".

### SigloXXI
Karen Armstrong, en su libro The Case for God (2009), advierte una recuperación de la teología apofática en la teología posmoderna. 
El filósofo y erudito literario William Franke, particularmente en su colección de dos volúmenes de 2007 Sobre lo que no se puede decir y su monografía de 2014 Una filosofía de lo indecible, plantea que la exploración y el desempeño de las limitaciones del lenguaje por parte de la teología negativa no es simplemente una corriente entre muchas en el pensamiento religioso, sino que es "una especie de contrafilosofía perenne de la filosofía del Logos" que desafía persistentemente los principios centrales del pensamiento occidental a lo largo de su historia. Para Franke, la literatura demuestra la naturaleza "infinitamente abierta" del lenguaje sobre la que la teología negativa y formas relacionadas de pensamiento filosófico intentan llamar la atención. Franke sostiene, por tanto, que la literatura, la filosofía y la teología comienzan a fusionarse a medida que se aproximan a lo que él define como el lado "apofático" del pensamiento occidental. 

## Islam
Varias tradiciones y escuelas del Islam (ver Escuelas y ramas islámicas) recurren a diversas teologías para acercarse a Dios en el Islam (Alá, árabe الله) o la realidad última. La "teología negativa" implica el uso de تَعْطِيل, ta'til, definido como 'dejar de lado', 'cancelar', 'negar' o 'anular'.  Los seguidores de la escuela Mu'tazili de Kalam, cuya difusión se atribuye a menudo a Wasil ibn Ata, suelen ser llamados Mu'aṭṭilah ('canceladores' o 'negadores'), una descripción, a veces empleada de manera despectiva, que deriva de las descripciones de la escuela del Dios islámico. 
A Rajab ʿAlī Tabrīzī, filósofo y místico iraní y chiita del siglo XVII, se le atribuye el mérito de inculcar una teología apofática en una generación de filósofos y teólogos cuya influencia se extendió hasta el período Qajar. Mulla Rajab afirmó la naturaleza completamente incognoscible, incalificable y sin atributos de Dios y sostuvo una visión general sobre los atributos de Dios que sólo puede ser "afirmada" negativamente (es decir, negando afirmativamente todo lo que no es Dios acerca de Dios). 
El chiismo adopta en gran medida una "teología negativa".   En palabras del misionero ismailita persa, Abu Yaqub al-Sijistani : "No existe una tanzíh ["trascendencia"] más brillante y más espléndida que aquella por la cual establecemos la trascendencia absoluta de nuestro Originador mediante el uso de estas frases en las que un negativo y un negativo de un negativo se aplican a la cosa negada". 
Los literalistas rechazan y condenan completamente cualquier negación que entre en conflicto con la redacción de las Escrituras islámicas o con las narraciones atribuidas al Profeta islámico. Por lo tanto, sostienen que los descriptores y calificadores que aparecen en el Corán y en las tradiciones religiosas canonizadas, incluso si parecen o suenan humanos, como "mano", "dedo" o "pie", deben afirmarse plenamente como atributos de Dios (no miembros). 
Muchos sunitas, como los ash'aris y los maturidis, se adhieren a un camino intermedio o síntesis entre la negación y el antropomorfismo, aunque el tipo de cada combinación de negación y afirmación varía enormemente. 

## Judaísmo

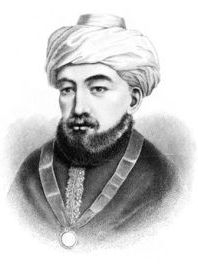
Maimónides, 1138-1204 d. C.

Maimónides (1135/1138–1204) fue "el exponente judío medieval más influyente de la via negativa ."  Maimónides – junto con Samuel ibn Tibbon – se basa en Bahya ibn Paquda, quien muestra que nuestra incapacidad para describir a Dios está relacionada con el hecho de su unidad absoluta . Dios, como la entidad que es "verdaderamente Uno" ( האחד האמת ), debe estar libre de propiedades y, por lo tanto, es diferente a todo lo demás e indescriptible.
En La guía de los perplejos, Maimónides afirma:

La existencia de Dios es absoluta y no incluye ninguna composición y nosotros comprendemos solamente el hecho de que Él existe, no Su esencia. En consecuencia es una suposición falsa sostener que Él tiene algún atributo positivo [...] y menos aún tiene accidentes (מקרה), que podría ser descrito por un atributo. Por lo tanto es claro que Él no tiene ningún atributo positivo sin embargo, los atributos negativos son necesarios para dirigir la mente a las verdades que debemos creer [...] Cuando decimos de este ser, que existe, queremos decir que su no existencia es imposible; está vivo — no está muerto; [...] es el primero — su existencia no se debe a ninguna causa; tiene poder, sabiduría y voluntad — no es débil o ignorante; Él es Uno; no hay más dioses que uno [...] Cada atributo que se predica de Dios denota o bien la cualidad de una acción, o bien, cuando el atributo pretende transmitir alguna idea del Ser Divino mismo — y no de Sus acciones — la negación del opuesto.

Según el rabino Yosef Wineberg, Maimónides afirmó que “[Dios] es conocimiento”, y vio su esencia, su ser y su conocimiento como completamente uno, “una unidad perfecta y no un compuesto en absoluto”.  Wineberg cita a Maimónides diciendo:

Esta [forma de unidad] en la que el conocimiento de Dios y demás es uno con Dios mismo está más allá de la capacidad de la boca para expresarse, más allá de la capacidad del oído para oír y más allá de la capacidad del corazón del hombre para comprender claramente.

Según Fagenblat, sólo en el período moderno la teología negativa adquiere verdadera importancia en el pensamiento judío.  Yeshayahu Leibowitz (1903–1994) fue un destacado exponente moderno de la teología negativa judía.  Según Leibowitz, la fe de una persona es su compromiso de obedecer a Dios, es decir, sus mandamientos, y esto no tiene nada que ver con la imagen que una persona tiene de Dios. Esto debe ser así porque Leibowitz pensaba que Dios no puede ser descrito, que el entendimiento de Dios no es el entendimiento del hombre y, por lo tanto, todas las preguntas que se le hacen a Dios están fuera de lugar.

### Jacques Derrida
La obra del filósofo judío Jacques Derrida, y en particular su método crítico llamado deconstrucción, ha sido frecuentemente comparada con la teología negativa, y condujo a un renovado interés en el apofatismo a fines del siglo XX, incluso entre filósofos y eruditos literarios continentales que de otra manera no habrían estado particularmente interesados en cuestiones teológicas.  Por el contrario, la percepción de que la deconstrucción se parecía o era esencialmente una forma de teología negativa secular también –según el propio Derrida– tomó la forma de una acusación de sus críticos, postulando implícitamente tanto la teología negativa como la deconstrucción como formas elaboradas de no decir nada sustancial o de importancia. Sin embargo, Derrida repudió firmemente esta comparación durante gran parte de su carrera, argumentando que cualquier parecido entre su pensamiento y el apofatismo es puramente superficial. Derrida sostuvo que los objetivos de la teología negativa –demostrar la realidad última, incomprensible y trascendente de Dios– son una forma de ontoteología que va fundamentalmente en contra del objetivo de la deconstrucción de purgar el pensamiento occidental de su omnipresente metafísica de la presencia. 
Más adelante en su carrera, como en su ensayo "Sauf le nom" Derrida llega a ver la teología apofática como un medio potencial, pero no necesariamente, a través del cual las insolubles insuficiencias del lenguaje y las dificultades ontológicas que se derivan de ellas pueden ser traídas a nuestra atención y exploradas: 

Hay una apófisis que puede, en efecto, responder, corresponder al deseo más insaciable de Dios, según la historia y el acontecimiento de su manifestación o el secreto de su no manifestación.

La otra apófisis, la otra voz, puede permanecer fácilmente ajena a todo deseo, en todo caso a toda forma antropoteomórfica del deseo.

Académicos como Stephen Shakespeare han señalado que, a pesar de la preocupación generalizada de Derrida por muchos aspectos de la teología y la identidad judía, sus escritos sobre teología negativa se basan casi exclusivamente en escritos cristianos y expresan el tema en el lenguaje del cristianismo en general. El pensamiento de Derrida en general, pero en particular sus escritos posteriores sobre teología negativa, fueron muy influyentes en el desarrollo del movimiento de la Teología Débil y de la teología posmoderna en su conjunto. 
David Wood y Robert Bernasconi han destacado cómo Derrida explica lo que es la deconstrucción de una manera abrumadoramente negativa y "apofática".

## Paralelismos con la India

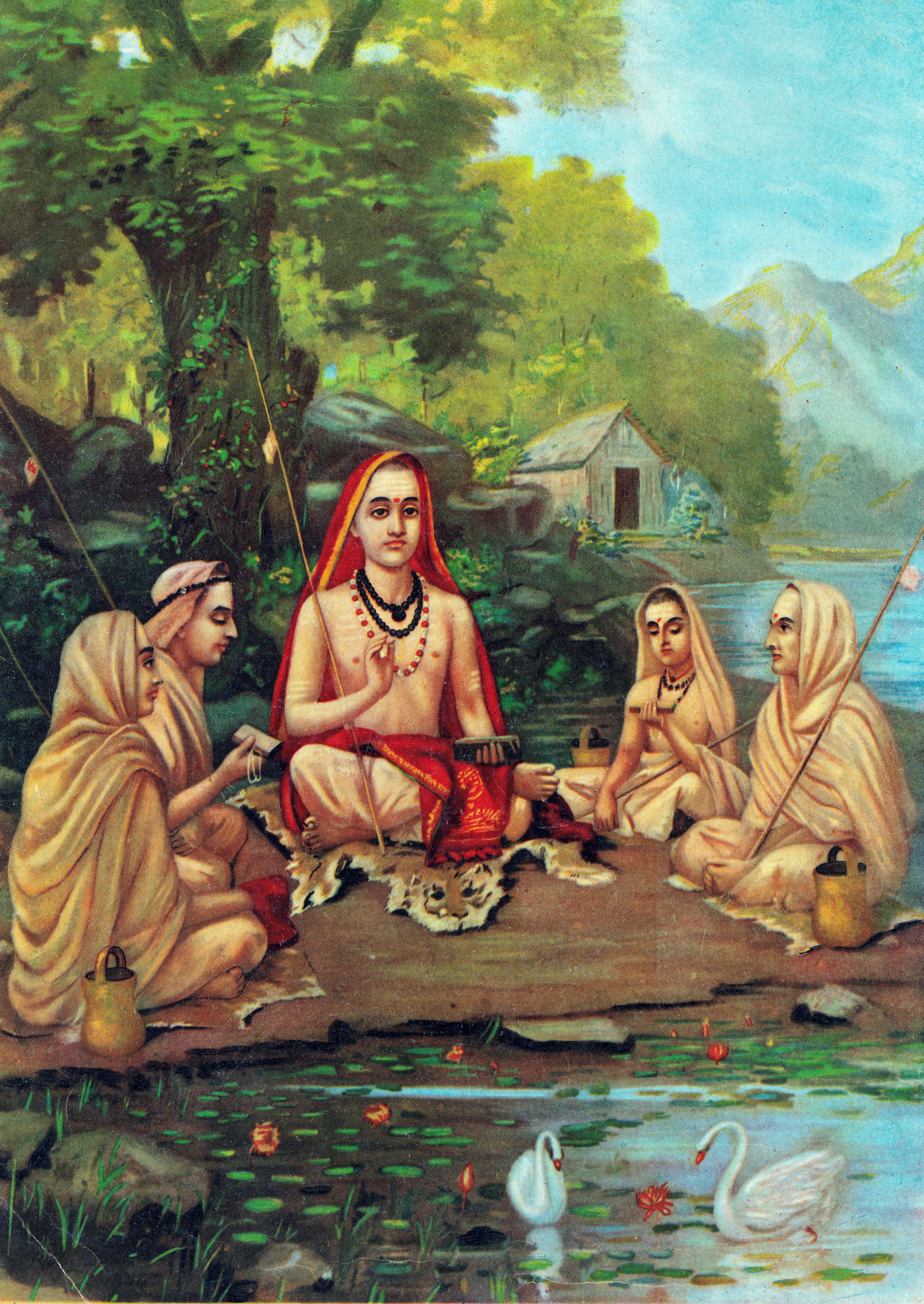
Adi Shankara, 788–820 d. C.

Las primeras obras filosóficas indias que tratan temas apofáticos incluyen los Upanishads principales (desde el 800 a. C. hasta el comienzo de la era común) y los Brahma Sutras (desde el 450 a. C. hasta el 200 d. C.). Una expresión de teología negativa se encuentra en el Brihadaranyaka Upanishad, donde se describe a Brahman como "neti neti" o "ni esto, ni aquello".  Se encuentran otros usos de la teología apofática en los Brahma Sutras, que afirman:
Siempre que negamos algo irreal, es en referencia a algo real.La filosofía budista también ha defendido firmemente el camino de la negación, empezando por la propia teoría de Buda de anātman (no- atman, no-yo), que niega cualquier esencia verdaderamente existente e inmutable de una persona. Madhyamaka es una escuela filosófica budista fundada por Nāgārjuna (siglos II-III d. C.), que se basa en una cuádruple negación de todas las afirmaciones y conceptos y promueve la teoría de la vacuidad (shuniata). Las afirmaciones apofáticas también son una característica importante de los sutras Mahayana, especialmente del género prajnaparamita. Estas corrientes de teología negativa son visibles en todas las formas del budismo.
Los movimientos apofáticos en la filosofía hindú medieval son visibles en las obras de Adi Shankara (siglo VIII), un filósofo del Advaita Vedanta (no dualismo), y Bhartṛhari (siglo V), un gramático. Mientras que Shankara sostiene que el noúmeno trascendente, Brahman, se realiza por medio de la negación de cada fenómeno, incluido el lenguaje, Bhartṛhari teoriza que el lenguaje tiene dimensiones tanto fenomenales como nouménicas, la última de las cuales manifiesta a Brahman. 
En Advaita, Brahman se define como Nirguna o sin cualidades. Todo lo imaginable o concebible no se considera la realidad última.  El himno Taitiriia shakha habla de Brahman como "aquello donde la mente no llega". Sin embargo, las escrituras hindúes a menudo hablan del aspecto positivo de Brahman. Por ejemplo, a menudo se equipara a Brahman con la felicidad. Estas descripciones contradictorias de Brahman se utilizan para mostrar que los atributos de Brahman son similares a los que experimentan los mortales, pero no iguales.
La teología negativa también figura en las polémicas budista e hindú. Los argumentos son más o menos así: ¿Es Brahman un objeto de experiencia? Si es así, ¿cómo transmitir esta experiencia a otros que no han tenido una experiencia similar? La única manera posible es relacionar esta experiencia única con experiencias comunes y negar explícitamente su similitud.

## Bahaísmo
Los bahaístas creen que Dios es un ser en última instancia incognoscible y sus escritos afirman que "no puede haber ningún vínculo de relación directa que conecte al único Dios verdadero con Su creación, y no puede existir semejanza alguna entre lo transitorio y lo Eterno, lo contingente y lo Absoluto".
Según el bahaísmo, la única manera de acercarse a Dios es adquirir conocimiento de la manifestación de Dios, que es un reflejo de la realidad de Dios de manera similar a cómo un espejo refleja la imagen del sol. Stephen Lambden ha escrito un artículo titulado, El trasfondo y la centralidad de la teología apofática en las Escrituras bábí y bahá'í  e Ian Kluge también ha analizado la teología apofática y la fe bahá'í en la segunda parte de su artículo, El neoplatonismo y los escritos bahá'ís. 

## Teología apofática y ateísmo
Aunque la vía negativa esencialmente rechaza la comprensión teológica en sí misma como camino hacia Dios, algunos han buscado convertirla en un ejercicio intelectual, describiendo a Dios sólo en términos de lo que Dios no es. Un problema que se observa con este enfoque es que no parece haber una base fija para decidir lo que Dios no es, a menos que lo Divino se entienda como una experiencia abstracta de plena vitalidad única para cada conciencia individual y, universalmente, la bondad perfecta aplicable a todo el campo de la realidad.  A menudo se acusa a la teología apofática de ser una versión del ateísmo o del agnosticismo, ya que no puede decir verdaderamente que Dios existe.  "La comparación es burda, sin embargo, porque el ateísmo convencional trata la existencia de Dios como un predicado que puede ser negado ("Dios es inexistente"), mientras que la teología negativa niega que Dios tenga predicados".  “Dios o lo Divino es” sin poder atribuir cualidades sobre “lo que Él es” sería el requisito previo de la teología positiva en la teología negativa que distingue al teísmo del ateísmo. «La teología negativa es un complemento y no un enemigo de la teología positiva».  Dado que la experiencia religiosa —o la conciencia de lo sagrado o santo— no se puede reducir a otros tipos de experiencia humana, una comprensión abstracta de la experiencia religiosa no puede utilizarse como evidencia o prueba de que el discurso o la praxis religiosa no pueden tener significado o valor.  En la teología apofática, la negación de los teísmos en la vía negativa también requiere la negación de sus ateos correlativos si el método dialéctico que emplea ha de mantener la integridad. 

## Otras lecturas
- Davies; Turner, eds. (2002). Silence and the Word. Negative Theology and Incarnation. Cambridge University Press. ISBN 978-1-139-43483-6.
- Franke, William (2014). A Philosophy of the Unsayable. Notre Dame, Indiana: University of Notre Dame Press. ISBN 978-0-268-07977-2.
- Karahan, Anne (2013). «The Image of God in Byzantine Cappadocia and the Issue of Supreme Transcendence».  En Allen Brent, ed. Studia Patristica (Leuven: Peeters Publishers). LIX - Papers presented at the Sixteenth International Conference on Patristic Studies held in Oxford 2011 (7): 97-111. ISBN 978-9-042-92992-0.
- Karahan, Anne (2010). «The Issue of περιχώρησις in Byzantine Holy Images».  En Jane Baun, ed. Studia Patristica (Leuven: Peeters Publishers). XLIV–XLIX - Papers presented at the Fifteenth International Conference on Patristic Studies held in Oxford 2007: 27-34. ISBN 978-9-042-92370-6.
- Keller, Catherine (2014). Cloud of the Impossible. Negative Theology and Planetary Entanglement. New York City: Columbia University Press. ISBN 978-0-2-315-3870-1.
- Wolfson, Elliot R. (2014). Giving Beyond the Gift. Apophasis and Overcoming Theomania. New York City: Fordham University Press. ISBN 978-0-823-25570-2.
- Yannaras, Christos (1999). «Apophatic Theology».  En Fahlbusch, Erwin, ed. Encyclopedia of Christianity 1. Grand Rapids, Michigan: Wm. B. Eerdmans. pp. 105–106. ISBN 0802824137.